# Muhammad Yunus
Muhammad Yunus (beng. মুহাম্মদ ইউনুস Muhammod Iunus; ur. 28 czerwca 1940 w Czittagong) – bengalski wykładowca ekonomii, laureat Pokojowej Nagrody Nobla w 2006. Opracował pojęcie mikrokredytu. Premier Bangladeszu od 2024.

## Życiorys

### Młodość, wykształcenie i praca naukowa
Trzeci najstarszy z dziewięciorga dzieci, urodził się 28 czerwca 1940 w muzułmańskiej rodzinie, w wiosce Bathua, Boxirhat Road w Hathazari, koło Chittagong, w Indiach Brytyjskich (obecnie w Bangladeszu). Jego ojcem był Hazi Dula Mia Shoudagar, jubiler, a jego matką była Sofia Khatun. Wczesne lata dzieciństwa spędził na wsi. W 1944 jego rodzina przeniosła się do miasta Chittagong i tam został przyjęty do Lamabazar Primary School. W 1949 jego matka zachorowała na chorobę psychiczną.
Później zdał egzaminy w Chittagong Collegiate School zdobywając 16. miejsce wśród 39 tys. studentów ze Wschodniego Pakistanu. W latach szkolnych był aktywnym skautem, w 1952 pojechał do Pakistanu i Indii, a w 1955 do Kanady na zgrupowanie skautów. W czasie studiów w Chittagong College brał udział w działalności kulturalnej i zdobył nagrody za grę w teatrze dramatycznym. W 1957 rozpoczął studia na Wydziale Ekonomii na Uniwersytecie w Dhace i ukończył je w 1961 roku.
Po ukończeniu studiów Yunus dostał posadę asystenta w Szkole Ekonomii u profesorów – Nurula Islama i Rehmana Sobhana. Następnie w 1961 został powołany jako wykładowca ekonomii w Chittagong College. W tym czasie założył również rentowną fabrykę opakowań. W 1965 zaoferowano mu stypendium Fulbrighta na studia w USA. Uzyskał tam stopień doktorski z ekonomii na Uniwersytecie Vanderbilta w ramach programu Rozwoju Gospodarczego (GPED) w 1971 roku. Od 1969 do 1972 był adiunktem ekonomii na Middle Tennessee State University w Murfreesboro.

### Działalność społeczna
W czasie wojny wyzwoleńczej Bangladeszu w 1971 Yunus założył komitet obywatelski i prowadził Centrum Informacji Bangladeszu, wraz z innymi obywatelami Bangladeszu mieszkającymi w Stanach Zjednoczonych, w celu zwiększenia wsparcia dla wyzwolenia. Publikował także pismo „Bangladesh Newsletter” ze swojego domu w Nashville. Po wojnie powrócił do Bangladeszu i został powołany do rządowej Komisji Planowania kierowanej przez Nurul Islam. Praca ta wydała mu się nudna i zrezygnował z niej by dołączyć do Chittagong University na stanowisku szefa Wydziału Ekonomii. Będąc pod wrażeniem głodu w Bangladeszu w 1974, zaangażował się w zmniejszenie ubóstwa i ustanowił program gospodarczy obszarów wiejskich, jako projekt badawczy. W 1975 opracował projekt Nabajug (Nowa Era) Tebhaga Khamar (trzy wspólne gospodarstwa), który został przyjęty przez rząd jako Packaged Input Programme. W celu uczynienia projektu bardziej skutecznym, Yunus i jego współpracownicy zaproponowali program Gram Sarkar (rząd wsi). Wprowadzony przez ówczesnego prezydenta Ziaura Rahmana w późnych latach 70. rząd utworzył 40 392 rządy wsi (Gram Sarkar). Utworzyły one czwartą warstwę rządu w 2003 roku. 2 sierpnia 2005, w odpowiedzi na pozew wniesiony przez Bangladesh Legal Aids and Services Trust (BLAST), Sąd Najwyższy uznał Gram Sarkar jako nielegalne i niekonstytucyjne.
W 1976 w ramach projektu badawczego trafił wraz z trójką swoich studentów do wsi Dżobra, w której kobiety wytwarzały bambusowe stołki. Zarabiały po 2 centy dziennie. Nie stać ich było na zakup materiału za 20 centów, musiały więc pobierać materiał od przyszłego nabywcy. Yunus postanowił udzielić im pożyczki. Eksperyment okazał się udany i po pomyślnym powtórzeniu go w innych miejscowościach, Yunus założył Grameen Bank, udzielający mieszkańcom Bangladeszu niewielkich pożyczek na rozkręcenie drobnej przedsiębiorczości, zakup potrzebnych materiałów, itp. Klientami Grameen Banku, który nie wymaga zastawów, są najczęściej kobiety (96%), pożyczające 12–15 dolarów. Najwyższe pożyczki nie przekraczają 300 dolarów. Mimo stosunkowo wysokich odsetek spłacanych jest prawie 98% kredytów. Stosowane są także pożyczki grupowe, w których cała grupa solidarnie poręcza spłatę zobowiązań każdego ze swoich członków.
Uzasadnieniem przyznania nagrody Yunusowi było oświadczenie Komitetu Noblowskiego, że „nie będzie można osiągnąć trwałego pokoju, dopóki duże grupy ludności nie znajdą sposobu na wydostanie się z nędzy”.
Sukces modelu mikrofinansowania Grameen Banku zainspirował podobne przedsięwzięcia w wielu krajach, zarówno rozwijających się, jak i uprzemysłowionych, w tym w Stanach Zjednoczonych. 1 stycznia 2024 roku został skazany wraz z kilkoma współpracownikami na sześć miesięcy pozbawienia wolności w wyniku naruszenia prawa pracy.

### Działalność polityczna
22 lutego 2007 założył partię polityczną – Nagarik Śakti (pol. „Władza Obywateli”). Partia została rozwiązana 3 maja 2007 roku.
Po tym, gdy 5 sierpnia 2024 roku premier Sheikh Hasina złożyła rezygnację i opuściła kraj, kolejnego dnia Yunus został desygnowany do objęcia stanowiska szefa wspieranego przez armię rządu tymczasowego. 8 sierpnia 2024 został zaprzysiężony i objął urząd premiera Bangladeszu.